# Hergetova cihelna (Malá Strana)
Hergetova cihelna na Malé Straně je historická, pozdně klasicistně upravená budova z roku 1781. Nachází se v ulici Cihelná č. 102/2b na Malé Straně v Praze 1. V objektu se nachází Muzeum Franze Kafky, restaurace, výstavní prostory a několik bytů. Objekt je chráněn jako kulturní památka.

## Historie

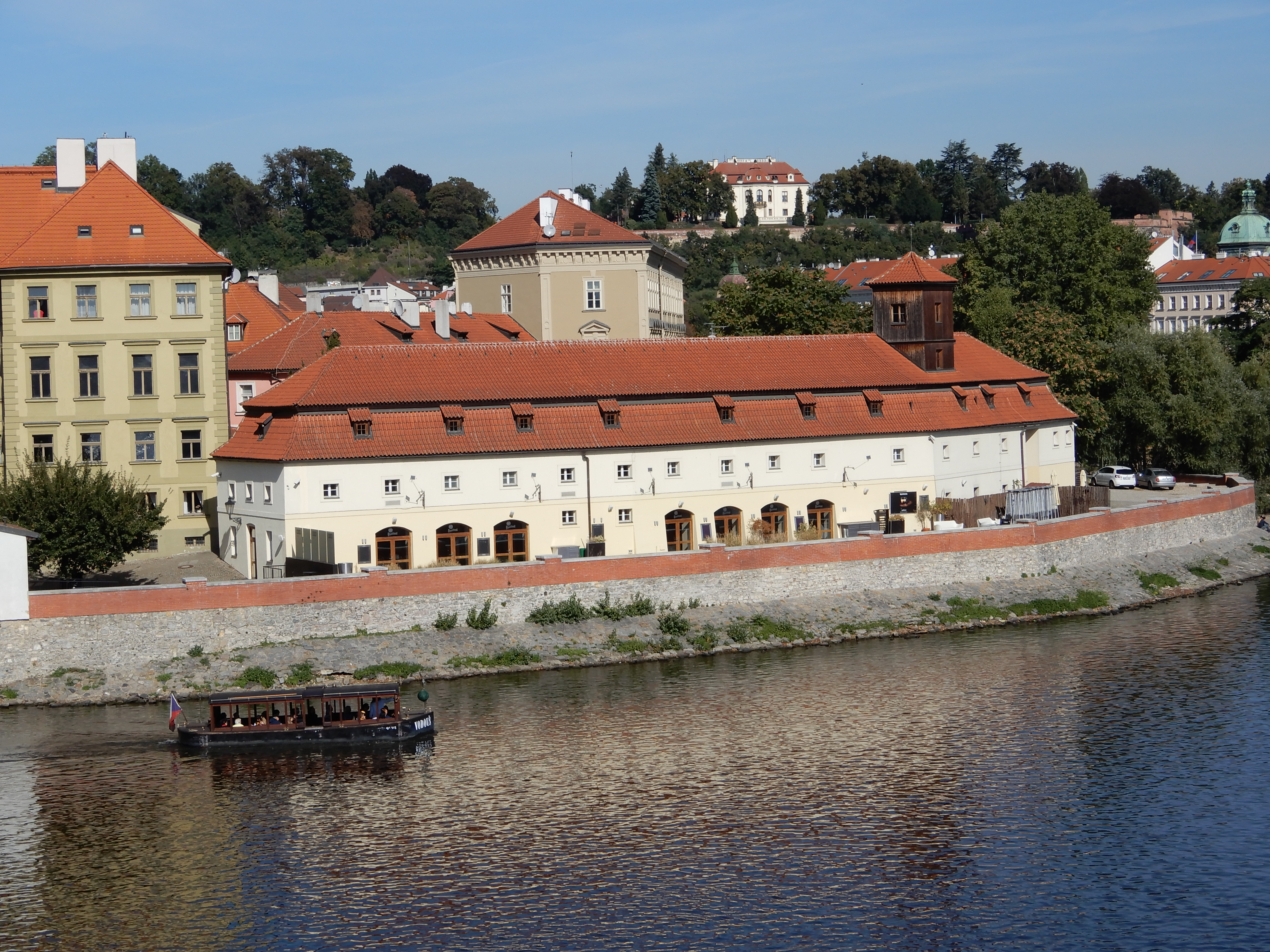
Hergetova cihelna z Karlova mostu

Většina písemných údajů o počátcích zástavby na tomto výběžku vltavského břehu pochází ze 14. až 16. století. Nejstarším obrazovým dokladem je plán této části Malé Strany od Samuela Globice z Bučína z roku 1678. Stávaly zde samostatné domky, západní z nich jeden byl roku 1653 popsán jako "nuzný, dědiců Viléma Giltea" a druhá byl "šenk Vavřince Luftenegra".. Ve východním z nich se na úrovni druhého suterénu zachovaly relikty obdélného kamenného renesančního sklepa z budovy v nadzemní úrovni terénu zcela zaniklé. Ve třetí čtvrtině 18. století již byly hodnoceny ze stavebního hlediska jako zcela nevyhovující, a proto někdejší rasovnu a koželužnu čp. 101/III a 102/III zakoupil inženýr František Antonín Linhart Herget a na jejich místě dal postavit cihelnu, jejíž provozní budovy v barokním slohu byly hotovy již roku 1781. Budova disponovala dvěma vápennými pecemi, skladem vápna a patrovým skladem s dřevěnou věží. V roce 1787 cihelnu koupili Josef Zobel a F. Schmidt a podle Zobelových plánů byla stavba roku 1796 radikálně přestavěna v klasicistním slohu. Tehdy vzniklo i západní křídlo s kočárovnou.  V roce 1840 musel být provoz přerušen z důvodu nebezpečí vzniku požáru, ale po úpravách byl provoz obnoven. V letech 1857–1858 byla barokní budova cihelny opět klasicistně přestavěna, podle projektu architektů Alexandra Hellmicha a Kašpara Předáka. Přestavba se týkala i sousedního obytného domu, kde se v prvním patře zachovaly fresky představující scény z Pompejí a alegorie Dne a Noci. Roku 1894 byla původní okna vyměněna za novorenesančníNa počátku 20. století byl objekt cihelny využíván už jen jako skladiště, garáže historických kočárů a dílny. V roce 1936 byla zbourána celá severní část budovy a o dva roky později vjezdový pilíř, který byl nahrazen novým dle původního plánu. Zachovaly se pozůstatky okrouhlé pece pod sloupovým altánem a dřevěná věž na střeše výrobní budovy. Dne 7. června 1995 byl objekt zchátralý a vyhořel.

## Rekonstrukce

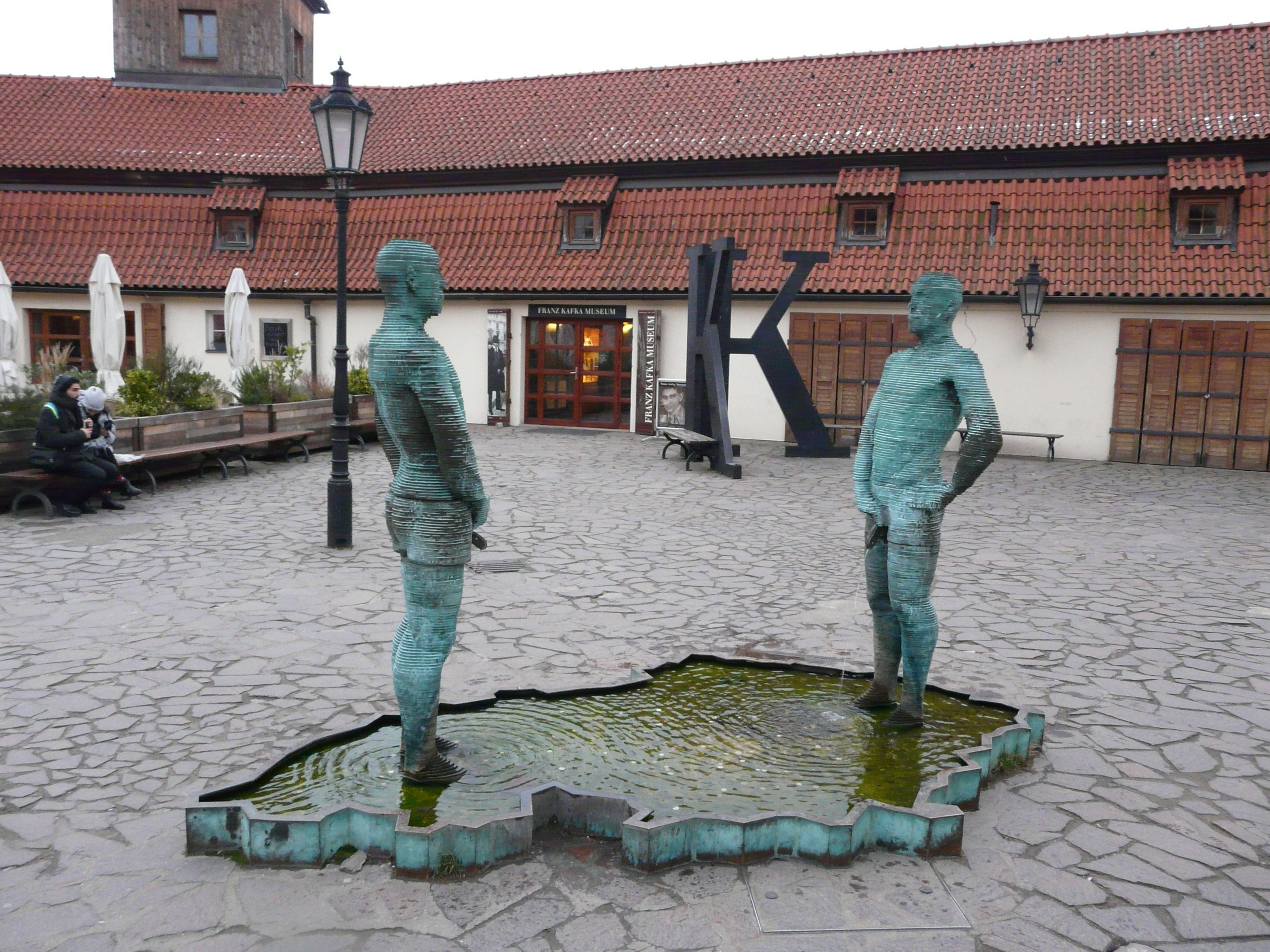

Vlastníkem budovy, kterým je Městská část Prahy 1, bylo rozhodnuto, že tento objekt (tak charakteristický pro panoráma Prahy) bude obnoven jako vzácná historická památka. Městská část pronajala Hergetovu cihelnu na třicet let švýcarské firmě Immovision Praha, která rekonstrukci odkládala, poté svévolně zbourala barokní klenby interiéru tak, že z objektu zůstalo zachováno jen obvodové zdivo. V roce 2002 následovala pětisetletá povodeň. Poté byl, v roce 2003 objekt Hergetovy cihelny zprovozněn. Pod odkrytými krovy mansardové střechy vznikl krásný výstavní prostor.

## Zajímavosti
Před Muzeem Franze Kafky je instalována Čůrající fontána, kterou vytvořil český umělec David Černý v roce 2004.